# Allometria
 L'allometria è lo studio del rapporto tra le dimensioni del corpo con la forma, anatomia, fisiologia e comportamento delineato da Otto Snell nel 1892, da D'Arcy Thompson nel 1917 in On Growth and Form e da Julian Huxley nel 1932.

## Panoramica
L'allometria è un campo di studi ben noto, in particolare nell'analisi statistica della forma, per i suoi sviluppi teorici, così come nella biologia per applicazioni pratiche ai tassi di crescita differenziale delle parti del corpo di un organismo vivente. Un'applicazione è nello studio di varie specie di insetti (ad esempio, scarabei Ercole ), in cui un piccolo cambiamento nella dimensione corporea complessiva può portare a un aumento enorme e sproporzionato delle dimensioni di appendici come zampe, antenne o corna la relazione tra le due quantità misurate viene spesso espressa come una legge di potenza che esprime una notevole simmetria di scala:
{\displaystyle y=kx^{a}\,\!}
o in forma logaritmica: 
{\displaystyle \log y=a\log x+\log k\,\!}
dove {\displaystyle a} è l'esponente in scala della legge. I metodi per stimare questo esponente dai dati possono usare le regressioni di tipo 2, come la regressione dell'asse maggiore o la regressione dell'asse maggiore ridotta, poiché queste spiegano la variazione in entrambe le variabili, contrariamente alla regressione dei minimi quadrati, che non tiene conto della varianza dell'errore nella variabile indipendente (ad es. massa del tronco). Altri metodi includono modelli di errore di misura e un particolare tipo di analisi dei componenti principali . 
L'allometria studia spesso le differenze di forma in termini di rapporti delle dimensioni degli oggetti. Due oggetti di dimensioni diverse, ma di forma comune, avranno le loro dimensioni nello stesso rapporto. Si prenda, ad esempio, un oggetto biologico che cresce man mano che matura. Le sue dimensioni cambiano con l'età, ma le forme sono simili. Gli studi sull'allometria ontogenetica spesso usano lucertole o serpenti come organismi modello sia perché mancano di cure genitoriali dopo la nascita o da cova, sia perché presentano una vasta gamma di dimensioni corporee tra lo stadio giovanile e quello adulto . Le lucertole mostrano spesso cambiamenti allometrici durante la loro ontogenesi.
Oltre agli studi incentrati sulla crescita, l'allometria esamina anche la variazione di forma tra individui di una determinata età (e sesso), che viene definita allometria statica. I confronti delle specie sono usati per esaminare l'allometria interspecifica o evolutiva.

## Isometrie di scala e somiglianza geometrica
| Gruppo           | Fattore | Gamma di lunghezza |
| ---------------- | ------- | ------------------ |
| insetti          | 1000    | 10 -4 a 10 -1 m    |
| Pesce            | 1000    | 10 -2 a 10 +1 m    |
| mammiferi        | 1000    | 10 -1 a 10 +2 m    |
| Piante vascolari | 10.000  | 10 -2 a 10 +2 m    |
| Alghe            | 100.000 | 10 -5 a 10 0 m     |

Il ridimensionamento isometrico si verifica quando le relazioni proporzionali vengono preservate quando le dimensioni cambiano durante la crescita o nel tempo evolutivo. Un esempio si trova nelle rane: a parte un breve periodo durante le poche settimane successive alla metamorfosi, le rane crescono in modo isometrico. Pertanto, una rana con le zampe lunghe quanto il suo corpo manterrà quella relazione per tutta la vita, anche se la rana stessa aumenta di dimensioni tremendamente. 
Il ridimensionamento isometrico è regolato dalla legge del cubo quadrato . Un organismo che raddoppia in lunghezza isometrica scoprirà che la superficie disponibile aumenterà di quattro volte, mentre il suo volume e la sua massa aumenteranno di un fattore otto. Ciò può presentare problemi per gli organismi. Nel caso di cui sopra, ora l'animale ha otto volte il tessuto biologicamente attivo da supportare, ma la superficie dei suoi organi respiratori è solo quadruplicata, creando una discrepanza tra il ridimensionamento e le esigenze fisiche. Allo stesso modo, l'organismo nell'esempio sopra ora ha otto volte la massa da sostenere sulle gambe, ma la forza delle sue ossa e dei suoi muscoli dipende dalla loro area della sezione trasversale, che è aumentata solo di quattro volte. Pertanto, questo ipotetico organismo sperimenterebbe il doppio dei carichi ossei e muscolari della sua versione più piccola. Questa discrepanza può essere evitata sia "sovraccaricata" quando piccola o modificando le proporzioni durante la crescita, chiamata allometria. 
Il ridimensionamento isometrico è spesso usato come ipotesi nulla negli studi di ridimensionamento, con "deviazioni dall'isometria" considerate prove di fattori fisiologici che costringono alla crescita allometrica.